# Giovanni Monaldeschi

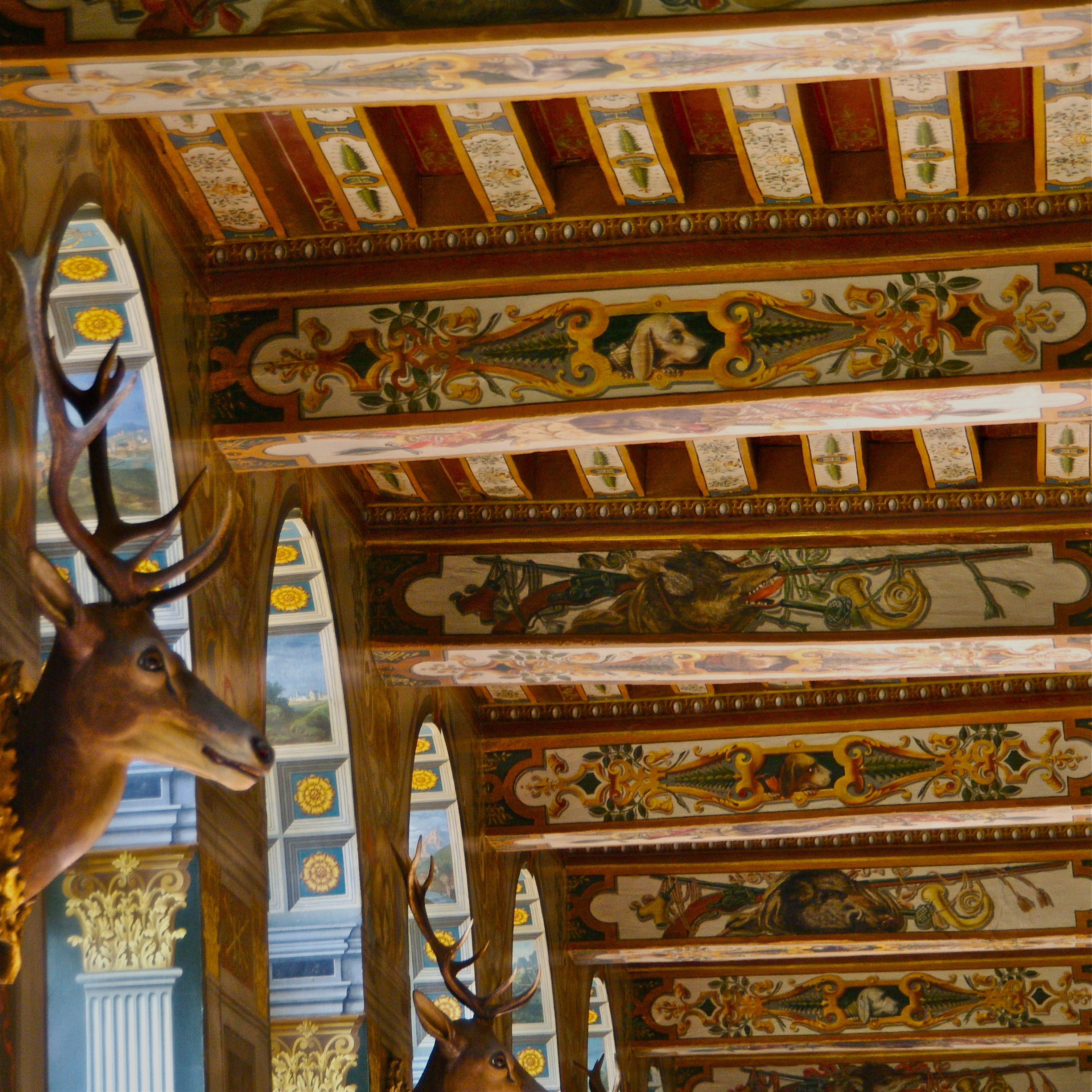
Fontainebleau, Galerie der Hirsche

Marchese Giovanni Monaldeschi, auch Gian Rinaldo Monaldesco, (* 1626 in Torre Alfina bei Acquapendente; † 10. November 1657 in Fontainebleau) war ein Bediensteter und adeliger Günstling der schwedischen Königin Christina. Er wurde auf ihren Befehl hin während ihres zweiten Aufenthalts in Frankreich getötet.

## Leben
Informationen über Monaldeschis Werdegang sind spärlich. Der Marchese stammte aus einem adeligen italienischen Geschlecht in Ascoli. Die Monaldeschis besaßen die Burg Torre Alfina. Dort wurde er offenbar geboren. Er ging nach Schweden und wurde 1652 durch die Vermittlung des Grafen Magnus Gabriel De la Gardie, seines Verwandten, Stallmeister der Königin Christina. Es gelang ihm, den Grafen aus der Gunst der Königin zu verdrängen und dessen Stelle einzunehmen. 1653 und 1654 war er als schwedischer Gesandter in Polen und an mehreren italienischen Höfen tätig. Nach Abdankung der Königin wurde er als Oberstallmeister ihr Reisebegleiter und erledigte diplomatische Sendungen.
1656 ging er eine Liebschaft mit einer französischen Dame ein und schrieb ihr Briefe mit großen Indiskretionen über die Königin. Als er jene Dame verließ, schickte diese aus Rache die Briefe an die Königin, die sich zu jener Zeit in Fontainebleau aufhielt.

### Christinas Aktivitäten um 1656/1657
Die Königin hatte 1655 abgedankt und war zum Katholizismus konvertiert. Sie machte sich auf den Weg zum Papst Alexander VII., der sie in Rom im Dezember empfing. Christina verbrachte dann einige Monate in der Ewigen Stadt. Offenbar vermisste sie das Regieren, denn sie begann sich wieder mit politischen Angelegenheiten der Höfe Europas zu befassen.
Sie nahm Kontakte mit dem regierenden Minister Ludwigs XIV., Kardinal Jules Mazarin, und dem Herzog von Modena, Francesco I. d’Este, auf. Sie wollte das von der spanischen Krone regierte Neapel erlangen, dort Königin werden und den Thron nach ihrem Tod einem französischen Prinzen überlassen. Als Königin ohne Land benötigte sie bei diesem Plan Hilfe durch Truppen zur Eroberung.
Im Jahr 1656 reiste sie mit ihrem Gefolge nach Frankreich, kehrte jedoch nach einigen Monaten wieder nach Rom zurück. Im Jahr 1657 begab sie sich ein zweites Mal an den französischen Hof. Am 10. Oktober traf sie im Schloss in Fontainebleau ein, das ihr als Domizil zur Verfügung gestellt war.

### Rache des Liebhabers
Unterdessen gewann ihr Oberstallmeister und längerer Geliebter Giovanni Monaldeschi die Gewissheit, dass er nicht mehr Favorit der Königin war. Christinas Gunst war auf den Führer ihrer Leibwache, Graf Ludovico Santinelli di Pesaro, (auch Sentinelli) gefallen. Sein Ausbooten wollte er nicht hinnehmen und überlegte sich eine perfide Rache an seinem Rivalen in der Hoffnung, dass sich die Königin ihm wieder zuwenden werde. Er ahmte Handschrift und Siegel Santinellis nach und setzte Briefe in Umlauf. Unter anderem weihte er den englischen Staatsmann Oliver Cromwell in Pläne der Königin ein, mit dem sie in Korrespondenz treten wollte, versandte aber auch Briefe skandalösen und beleidigenden Inhalts über Christina. Als Christina solche Briefe zugetragen wurden, wusste sie sofort, wer deren wahrer Urheber war. Die Königin ließ Monaldeschi  in der Nacht auf den 10. November zu sich rufen.

### Tod im Schloss

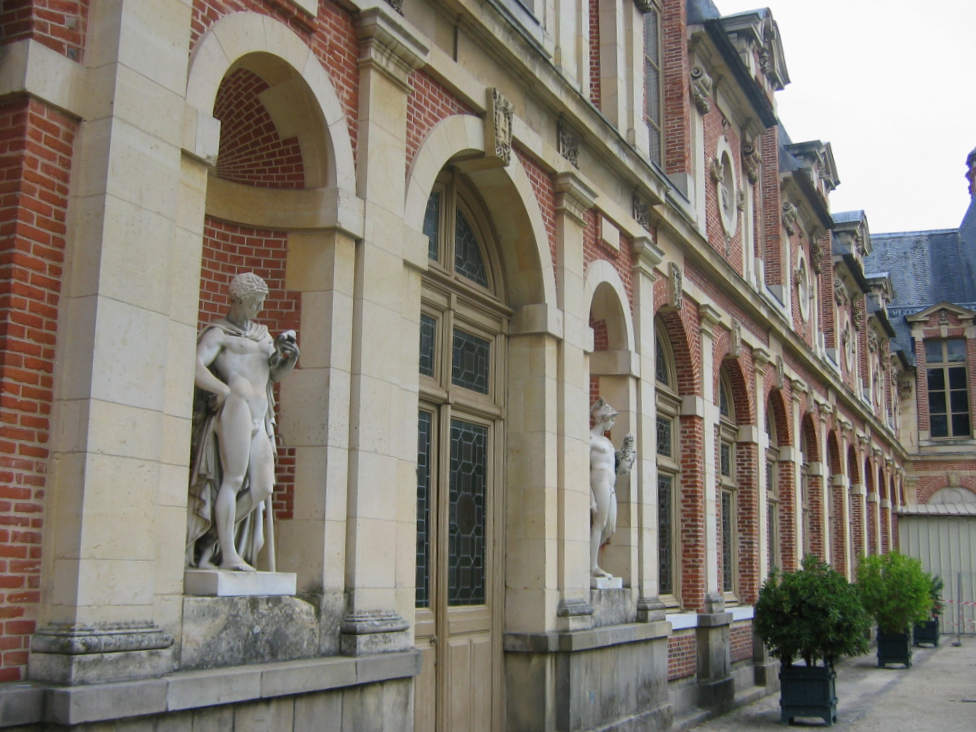
Außenansicht Galerie des Cerfs

Die folgende Schilderung beruht auf überlieferten Aufzeichnungen des Hauskaplans von Königin Christina, dem Priester Le Bel. Er wurde nach Mitternacht geweckt und in die „Galerie des Cerfs“ („Halle der Hirsche“), einem anderen Teil des Schlosses von Fontainebleau, befohlen. Dort waren bereits anwesend die Königin in dunklen Gewändern, neben ihr drei Gestalten, die er mit einiger Schwierigkeit als Soldaten ihrer Garde einstufte, und der in großer Unruhe befindliche Marchese Monaldeschi. Der Priester händigte Christina ein ihm geraume Zeit zuvor zur Aufbewahrung anvertrautes Paket aus, das die Königin öffnete. Es enthielt Briefe und andere Dokumente, die sie Monaldeschi zeigte. Jener war beim Anblick bestürzt, brach unter ihren scharfen Anschuldigungen zusammen, fiel der Königin weinend vor die Füße und flehte um Pardon. Christina sagte: „Sie sind mein Untertan und ein Hochverräter für mich. Marquis, Sie müssen sich vorbereiten zu sterben!“ und verließ die Halle mit dem Rat, er solle seinen Frieden mit Gott durch eine Beichte beim Priester Le Bel machen. Die Königin ließ sich weder durch eine Rückfrage des Führers der Soldaten noch einen zweiten Versuch, diesmal durch Le Bel, umstimmen. Monaldeschi beichtete schließlich. Nach der Absolution des Priesters führte einer der Soldaten einen noch nicht tödlichen Schwertstreich auf die Stirn Monaldeschis aus, worauf er vornüber fiel. Auf seine Andeutungen hin, die Kehle zu treffen, wurden drei oder vier Hiebe dorthin gemacht, die aber wegen des von ihm getragenen Kettenhemds wenig Effekt hatten. Schließlich wurde dem Todgeweihten ein längliches schmales Schwert in die Seite gerammt, das sein Leben beendete.
Neben dieser Schilderung gibt es auch weitere teilweise widersprüchliche Informationen zur Tat:
- Im 1693 erschienenen Band 8 des Theatrum Europaeum wird auf Seite 297 als Todestag der 13. Oktober 1657 genannt und als Täter Graf Ludovico Sentinelli angegeben, der Monaldeschi mit dem Rapier getötet habe.
- Die Encyclopædia Britannica gibt an, dass Christina die Hinrichtung ihres Stallmeisters mit der Behauptung angeordnet habe, er habe ihre Pläne an den Heiligen Stuhl verraten.[3]
- Es wurde behauptet, dass Monaldeschi die Pläne an Spanien verraten habe.

## Folgen
Das Zurückweisen jeglicher Begründung für die Aktion über den Verweis auf ihre königliche Autorität hinaus schockierte den französischen Hof. Der Papst empfing sie nicht nach ihrer Rückkehr nach Rom.
Es wurde in Frankreich nur nach einiger Zeit Christina mitgeteilt, dass sie Fontainebleau verlassen müsse. Sie nahm von dieser Order keine Notiz, bis es ihrem Belieben entsprach, dann zog sie weiter mit allen Ehren eines regierenden Monarchen.
Die Tat löste ein staatstheoretisches Problem aus, da Christina eine Hinrichtungsentscheidung in Frankreich traf, das nicht ihr Territorium war. Sie hielt dem entgegen, dass sie als Herrscherin stets Gewalt über ihren Hofstaat habe, gleich wo er sich befinde. So sei es in ihrer Abdankungsurkunde geregelt.
Ihre Pläne hinsichtlich Neapels wurden nach dem Tod Monaldeschis nicht mehr weiterverfolgt.
Möglicherweise wurde der Leichnam Monaldeschis in Avon (Île-de-France) beigesetzt, denn dort befindet sich eine Grabplatte mit seinem Namen.

## Weitere Auswirkungen
Die Aufsehen erregende Tat wurde von Schriftstellern später als Sujet verwendet. Als Beispiele seien genannt
- Carl Franz van der Velde: Christine und ihr Hof (Roman, 1824)
- Heinrich Laube: Monaldeschi (Trauerspiel, Leipzig 1845); Digitalisat. zeno.org
- Heinrich Zschokke: Graf Monaldeschi, oder Männerbund und Weiberwuth (Trauerspiel, Berlin 1790)
- Alexandre Dumas: Christine ou Stockholm, Fontainebleau et Rome (Drama, Paris 1830, französisch)
- Pietro Cossa: Monaldeschi (Drama 1874, italienisch)
- Carl Christian Bagger Dronning Christine af Sverig och Monaldeschi (Drama, schwedisch, 1833)

Der Maler Johan Fredrik Höckert malte 1851 das Gemälde Drottning Kristina och Monaldeschi (Kunstmuseum Göteborg).